# Pitchfork Music Festival
Pour l’article homonyme, voir Pitchfork Music Festival (Paris).
Le Pitchfork Music Festival est un événement organisé par Pitchfork Media qui se déroule chaque année sur trois jours à la fin du mois de juillet dans le Union Park de Chicago, aux États-Unis. Depuis 2011, une édition française du festival a lieu dans la Grande halle de la Villette.

## Pitchfork Music Festival: Chicago
Le Pitchfork Music Festival de Chicago est un festival de musique qui a lieu annuellement depuis 2006, organisé par Pitchfork Media en juillet dans le Union Park de Chicago. Le festival se déroule sur trois jours et propose une programmation d’artistes et de groupes de musiques alternatives rock, rap, hip-hop, électronique et de musique dance. Le lieu du festival permet d’accueillir jusqu’à 20 000 personnes. Le festival s’organise autour de trois scènes, délimitées avec les couleurs, vert, rouge et bleu. Cependant la liste est non exhaustive, il y a eu lors de plusieurs éditions la présence de musique hardcore punk, de musique expérimentale, d’avant garde rock ou même de jazz. Le festival propose sur son lieu la vente de la nourriture, des boissons, la présence de propositions artistiques et du merchandising comme des posters. Le Pitchfork Music Festival est organisé avec l’aide de la CHIRP Radio, une station de radio communautaire de la ville de Chicago.

### Édition 2017 du Pitchfork Music Festival
L’édition 2017 du Pitchfork Music Festival aura lieu le 14 juillet jusqu’au 16 juillet 2017 dans le Union Park de Chicago,.

#### Programmation 2017
Les trois premiers noms annoncés sont LCD Soundsystem, Solange & A Tribe Called Quest.
Vendredi : Arca & Jesse Kanda, Danny Brown, Dawn Richard, Dirty Projectors, Frankie Cosmos, Hiss Golden Messenger (en), Kamaiyah, LCD Soundsystem, Madame Ghandi, Priests (en), Thurston Moore Group, Vince Staples, William Tyler (en)
Samedi : A Tribe Called Quest, Angel Olsen, Arab Strap, Cherry Glazerr, The Feelies, Francis and the Lights (en), George Clinton & Parliament Funkadelic, Jeff Rosenstock, Madlib, Mitski, PJ Harvey, S U R V I V E (en), Vagabon, Weyes Blood
Dimanche : American Football, The Avalanches (concert annulé), Colin Stetson, Derrick Carter, Hamilton Leithauser (en), Isaiah Rashad, Jamila Woods (en), Kilo Kish, NE-HI (en), Nicolas Jaar, Pinegrove (en), Ride, Solange

### Édition 2016 du Pitchfork Music Festival
L’édition 2016 du Pitchfork Music Festival a eu lieu du 15 juillet jusqu’au 17 juillet 2016 dans le Union Park de Chicago proposant 44 artistes.

#### Programmation 2016
Vendredi: Beach House, Broken Social Scene, Car Seat Headrest, Julia Holter, Mick Jenkins, Carly Rae Jepsen, Moses Sumney, The Range, Shamir, Twin Peaks, Whitney, Woods
Samedi: ANDERSON .Paak & the Free Nationals, BJ the Chicago Kid, Blood Orange, Brian Wilson (interpretant l'album Pet Sounds des Beach Boys), Circuit des Yeux, Martin Courtney, Digable Planets, Girl Band, Holly Herndon, Jenny Hval, Jlin, Kevin Morby, Royal Headache, RP Boo, Savages, Sufjan Stevens, Super Furry Animals
Dimanche: Empress Of, FKA twigs, Holy Ghost!, The Hotelier, Jeremih, Kamasi Washington, LUH., Miguel, NAO, Neon Indian, Oneman, Oneohtrix Point Never, Porches, Sun Ra Arkestra, Thundercat

### Édition 2015 du Pitchfork Music Festival
L’édition 2015 du Festival a eu lieu du 17 juillet jusqu’au 19 juillet 2015 dans le Union Park de Chicago. Les têtes d’affiches étaient Wilco, Sleater-Kinney, et Chance the Rapper.

#### Programmation 2015
Vendredi: Chvrches, Steve Gunn, Iceage, iLoveMakonnen, Tobias Jesso Jr., Mac Demarco, Ought, Panda Bear, Natalie Prass, Jessica Pratt, Ryley Walker, Wilco
Samedi: ASAP Ferg, Bully, Ex Hex, Future Brown, Future Islands, Jimmy Whispers, Vic Mensa, Mr Twin Sister, The New Pornographers, Parquet Courts, Ariel Pink, Protomartyr, Ratatat, Shamir, Sleater-Kinney, Towkio, Kurt Vile et the Violators
Dimanche: Bitchin Bajas, Caribou, Chance the Rapper, Clark, A. G. Cook, Courtney Barnett, How to Dress Well, Jamie xx, The Julie Ruin, Madlib & Freddie Gibbs, Mourn, Perfume Genius, Run the Jewels, Single Mothers, Todd Terje & The Olsens, Viet Cong, Waxahatchee

### Édition 2014 du Pitchfork Music Festival
L’édition 2014 du festival a eu lieu du 18 juillet jusqu’au 20 juillet 2014 dans le Union Park de Chicago. Les têtes d’affiches étaient Beck, Neutral Milk Hotel, et Kendrick Lamar. Tous les pass trois jours ont été vendus dès le début du mois d’avril.

#### Programmation 2014

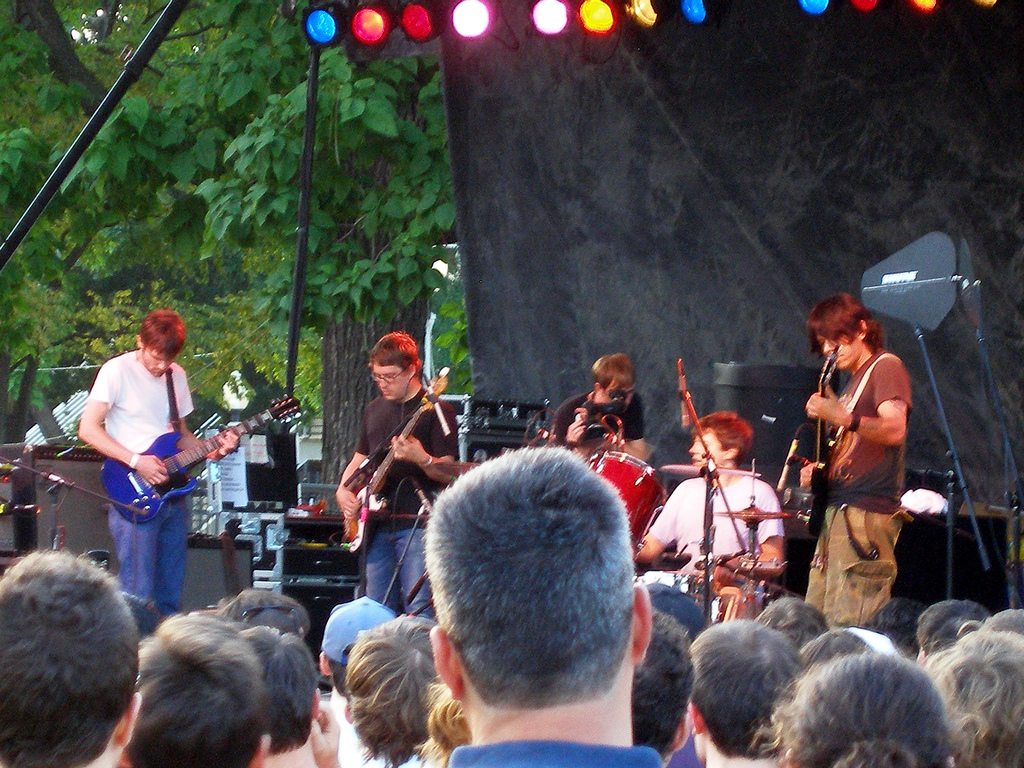
Slint at Pitchfork Music Festival

Vendredi: Avey Tare's Slasher Flicks, Beck, Neneh Cherry with RocketNumberNine, Factory Floor, The Haxan Cloak, Hundred Waters, Giorgio Moroder, Isaiah Rashad, SZA, Sun Kil Moon, Sharon Van Etten
Samedi: Danny Brown, Circulatory System, Cloud Nothings, Empress of, FKA Twigs, The Julie Ruin (cancelled), Ka, Kelela, Mas Ysa, Neutral Milk Hotel, Pusha T, The Range, St. Vincent, tUnE-yArDs, Twin Peaks, Wild Beasts
Dimanche: DIIV, DJ Spinn, Deafheaven, Dum Dum Girls, Earl Sweatshirt, Grimes, Jon Hopkins, Hudson Mohawke, Kendrick Lamar, Majical Cloudz, Mutual Benefit, Perfect Pussy, Real Estate, Schoolboy Q, Slowdive, Speedy Ortiz

### Édition 2013 du Pitchfork Music Festival
L’édition 2013 du Pitchfork Music Festival a été organisé entre le 19 et le 21 juillet 2013 dans le Union Park de Chicago. Les têtes d’affiches étaient Björk, Belle & Sebastian, et R. Kelly.

#### Programmation 2013
Vendredi: Björk, Mikal Cronin, Daughn Gibson, Joanna Newsom, Angel Olsen, Frankie Rose, Trash Talk, Mac DeMarco, Wire, Woods
Samedi: ...And You Will Know Us By the Trail of Dead, Belle & Sebastian, The Breeders (performing Last Splash), Ryan Hemsworth, Julia Holter, Low, Merchandise, Metz, KEN mode, Parquet Courts, Pissed Jeans, Phosphorescent, Rustie, Savages, Solange, Andy Stott, Swans, White Lung
Dimanche: Autre Ne Veut, Blood Orange, Chairlift, DJ Rashad, Evian Christ, El-P, Foxygen, Glass Candy, Killer Mike, Lil B, M.I.A., R. Kelly, Sky Ferreira, TNGHT, Toro Y Moi, Tree, Waxahatchee, Yo La Tengo

### Édition 2012 du Pitchfork Music Festival
L’édition 2012 du Pitchfork Music Festival a été organisé entre le 13 et le 15 juillet 2012 dans le Union Park de Chicago. Les pass trois jours ont été mis en vente le 9 mars et se sont tous écoulés avant la fin de ce même mois. 

#### Programmation 2012
Vendredi: ASAP Rocky, Willis Earl Beal, Big K.R.I.T., Clams Casino, Dirty Projectors, Feist, Tim Hecker, Japandroids, Lower Dens, The Olivia Tremor Control, Outer Minds, Purity Ring
Samedi: The Atlas Moth, Atlas Sound, Danny Brown, Chromatics, Cloud Nothings, Cults, Flying Lotus, Godspeed You! Black Emperor, Grimes, Hot Chip, Nicolas Jaar, Liturgy, Lotus Plaza, Schoolboy Q, The Psychic Paramount, Sleigh Bells, Wild Flag, Youth Lagoon
Dimanche: AraabMuzik, Beach House, Chavez, Dirty Beaches, The Field, Iceage, Kendrick Lamar, A Lull, King Krule, The Men, Milk Music, Oneohtrix Point Never, Real Estate, Thee Oh Sees, Ty Segall, Unknown Mortal Orchestra, Vampire Weekend,

### Édition 2011 du Pitchfork Music Festival
L’édition 2011 du festival a été organisé entre le 15 et le 17 juillet 2011 dans le Union Park de Chicago. Tous les Pass Trois Jours se sont totalement écoulés le jour de la mise en vente.

#### Programmation 2011
Vendredi: Animal Collective, Battles, James Blake, Curren$y, Das Racist, EMA, Gatekeeper, Guided by Voices, Neko Case, Thurston Moore, Tune-Yards
Samedi: Julianna Barwick, Chrissy Murderbot, Cold Cave, Destroyer, The Dismemberment Plan, DJ Shadow, Fleet Foxes, G-Side, Gang Gang Dance, No Age, Off!, Sun Airway, Twin Shadow, Wild Nothing, Woods, Zola Jesus
Dimanche: Ariel Pink's Haunted Graffiti, Baths, Cut Copy, Darkstar, Deerhunter, The Fresh & Onlys, Health, How to Dress Well, Kurt Vile, Kylesa, OFWGKTA, Shabazz Palaces, The Radio Dept., Toro Y Moi, TV on the Radio, Superchunk, Twin Sister, Yuck,,

### Édition 2010 du Pitchfork Music Festival
La cinquième édition du Pitchfork Music Festival a eu lieu entre le 16 et le 18 juillet 2010, toujours dans le Union Park. Les pass trois jours pour le festival se sont écoulés en moins d’une semaine. L'édition 2010 est la première et seule année où le festival s'est doté d'une scène de stand-up.

#### Programmation 2010
Vendredi (Scènes musicales): Broken Social Scene, El-P, Liars, Modest Mouse, Robyn, The Tallest Man on Earth
Vendredi (Scène Stand-Up): Hannibal Buress, Wyatt Cenac, Eugene Mirman, Michael Showalter
Samedi: Sharon Van Etten, Bear in Heaven, Dâm-Funk, Delorean, Free Energy, Freddie Gibbs, The Jon Spencer Blues Explosion, LCD Soundsystem, Netherfriends, Panda Bear, Raekwon, Real Estate, The Smith Westerns, Sonny & the Sunsets, Titus Andronicus, Kurt Vile, Why?, Wolf Parade
Dimanche: Allá, Beach House, Best Coast, Big Boi, CAVE, Girls, Here We Go Magic, Lightning Bolt, Local Natives, Major Lazer, Cass McCombs, Neon Indian, Pavement, St. Vincent, Sleigh Bells, Surfer Blood, Washed Out

### Édition 2009 du Pitchfork Music Festival
Le Pitchfork Music Festival 2009 a eu lieu entre le 17 et le 19 juillet 2009. Le vendredi soir, tous les groupes à l’affiche ont joué uniquement des morceaux qui ont été choisis en ligne par les détenteurs d’un billet. Ce système s'est appelé le « Write the Night: Set Lists by Request ».

#### Programmation 2009
Vendredi: Built to Spill, The Jesus Lizard, Tortoise, Yo La Tengo
Samedi: The Antlers, Beirut, Black Lips, Bowerbirds, Cymbals Eat Guitars, Disappears, DOOM, The Dutchess and the Duke, Final Fantasy, Fucked Up, Lindstrøm, Matt and Kim, The National, The Pains of Being Pure at Heart, Plants and Animals, Ponytail, Wavves, Yeasayer
Dimanche: Blitzen Trapper, DJ/Rupture, Dianogah, The Flaming Lips, Frightened Rabbit, Grizzly Bear, Japandroids, Killer Whales, M83, The Mae Shi, Mew, Michael Columbia, Pharoahe Monch, The Thermals, The Very Best, Vivian Girls, The Walkmen, Women

### Édition 2008 du Pitchfork Music Festival
L’édition 2008 du Pitchfork Music Festival a été organisé entre le 18 et le 20 juillet 2008. Les pass trois jours pour l'événement se sont tous écoulés d’ici le mois de mai. Le vendredi soir, l’entreprise de promotion musicale All Tomorrow's Parties collabore à nouveau avec Pitchfork pour présenter une scène différente appelée le « Don't Look Back », où tous les groupes à l'affiche ont joué un de leurs albums dans sa totalité.

#### Programmation 2008
Vendredi : Mission of Burma (performing Vs.), Public Enemy (performing It Takes a Nation of Millions to Hold Us Back), Sebadoh (performing Bubble and Scrape)
Samedi : !!!, Animal Collective, Atlas Sound, Boban & Marko Markovic Orkestar, Caribou, Elf Power, Extra Golden, Jarvis Cocker, Dizzee Rascal, Fleet Foxes, Fuck Buttons, A Hawk and a Hacksaw, The Hold Steady, Icy Demons, Jay Reatard, No Age, The Ruby Suns, Titus Andronicus, Vampire Weekend
Dimanche : The Apples in Stereo, Bon Iver, Boris, Cut Copy, Dinosaur Jr., Dirty Projectors, The Dodos, Ghostface and Raekwon, Health, High Places, King Khan and the Shrines, Les Savy Fav, M. Ward, Mahjongg, Occidental Brothers Dance Band International, Spiritualized, Spoon, Times New Viking

### Édition 2007 du Pitchfork Music Festival
L’édition 2007 du festival a eu lieu du 13 au 15 juillet 2007, à nouveau dans le Union Park de Chicago. Le festival était complet et a vu au cours des trois jours défiler 48 000 visiteurs,. Le festival est alors divisé en plusieurs scènes et des tentes ont été installées pour que les artistes moins connus puissent se produire.
Le soir de l'ouverture du Festival, tous les groupes à l’affiche ont joué toutes les chansons d’un de leurs albums, souvent le plus reconnu. Ces trois concerts ont fait partie d’une collaboration avec le promoteur de concert britannique All Tomorrow's Parties comme faisant partie de leur série de concerts "Don't Look Back".
Pendant l’édition 2007 du festival, la musicienne Yoko Ono a chanté "Mulberries", une chanson à propos de son temps passé dans la campagne Japonaise à la suite de l'entrée du Japon dans la Seconde Guerre mondiale, il s’agissait seulement de la troisième interprétation de ce titre au cours de sa vie, avec Thurston Moore du groupe Sonic Youth ; Yoko Ono avait précédemment chantée ce titre une fois avec son mari John Lennon et une seconde fois avec son fils Sean Lennon.

#### Programmation 2007
Vendredi: GZA (performing Liquid Swords), Slint (performing Spiderland), Sonic Youth (performing Daydream Nation)
Samedi (Scènes Principales): Battles, Califone, Cat Power and Dirty Delta Blues Band, Clipse, Grizzly Bear, Iron & Wine, Mastodon, Yoko Ono, The Twilight Sad, Voxtrot.
Samedi (Tente): Beach House, Girl Talk, Dan Deacon, Fujiya & Miyagi, Ken Vandermark's Powerhouse Sound, Oxford Collapse, Professor Murder, William Parker Quartet.
Dimanche (Scènes Principales): De La Soul, Deerhunter, Junior Boys, Jamie Lidell, Stephen Malkmus, Menomena, The New Pornographers, of Montreal, The Ponys, The Sea and Cake.
Dimanche (Tente): Brightblack Morning Light, Cadence Weapon, The Cool Kids, Craig Taborn's Junk Magic, The Field, Fred Lonberg-Holm's Lightbox Orchestra, Klaxons, Nomo.

### Édition 2006 du Pitchfork Music Festival
L’édition 2006 du Pitchfork Music Festival marque l'organisation de la première édition du festival dirigé par Pitchfork Media. Il s’agit aussi de la seule année où le festival et le Intonation Music Festival ont été organisés la même année. L’édition 2006 du festival a attiré plus de 35 000 visiteurs pour entendre les 41 groupes à l'affiche, le 29 et le 30 juillet 2006.

#### Programmation 2006
Samedi: 8 Bold Souls, Art Brut, Band of Horses, Tyondai Braxton, Chicago Underground Duo, Chin Up Chin Up, Matthew Dear, Destroyer, Flosstradamus, The Futureheads, Ghislain Poirier, Hot Machines, Man Man, The Mountain Goats, Silver Jews, Ted Leo and the Pharmacists, The Walkmen.
Dimanche: Aesop Rock, Ada, Bonde do Role, Cansei de Ser Sexy, Devendra Banhart, Dominik Eulberg, Danielson Famile, Diplo, Glenn Kotche, Jeff Parker/Nels Cline Quartet, Jens Lekman, Liars, Mission of Burma, The National, Os Mutantes, Spoon, Tapes 'n Tapes, Tarantula A.D. aka Priestbird, Yo La Tengo.

### Édition 2005 du Intonation Music Festival
En 2005, Pitchfork a été engagé par une entreprise de promotion musicale appelée Skyline Chicago pour s’occuper du Intonation Festival dans le Union Park de Chicago. Il n’y avait techniquement pas encore de "Pitchfork Music Festival", mais l'organisation par Pitchfork a marqué les esprits des habitants de Chicago, jusqu’à ce que ceux-ci considèrent même cette édition du Intonation Music Festival comme étant le premier Pitchfork Music Festival.
L’événement a proposé des concerts de Tortoise, The Wrens, The Decemberists, The Go! Team, Les Savy Fav, Broken Social Scene, Andrew Bird, and The Hold Steady.